# Lauren Hewett
Pour les articles homonymes, voir Hewett.
Lauren Hewett (née le 8 janvier 1981 à Sydney) est une actrice australienne, connue en particulier pour son rôle dans Océane, où elle interprète Mera, et également pour son rôle dans The Echo of Thunder (en) où elle interprète la jeune Lara Ritchie. C'est également à elle que fut attribué le rôle central (Kathy Morgan) de la série Les Maîtres des sortilèges : Les Terres du seigneur Dragon : série dérivée des Maîtres des sortilèges. Elle joua également le rôle de Bronwyn McChristie dans le film de série B CubbyHouse. La plupart des films et séries télévisées dans lesquels elle a pu jouer demeurent inconnus en France.

## Biographie
Lauren Hewett reçut deux distinctions en tant que jeune actrice à l'Australian Film Institute Awards : en 1991 pour son rôle dans le téléfilm Act of Necessity et en 1994 pour son rôle dans À mi-galaxie, tournez à gauche.
Elle a commencé à travailler dans l'industrie cinématographique dès l'âge de six ans. 

## Filmographie
| Year      | Titre                                                      | Rôle                | Notes                                                                             |
| --------- | ---------------------------------------------------------- | ------------------- | --------------------------------------------------------------------------------- |
| 1991      | Act of Necessity                                           | Samantha            | Téléfilm                                                                          |
| 1991–1992 | The Miraculous Mellops (en)                                | Minon / Ebony       | Série Télévisée                                                                   |
| 1991      | G. P.                                                      | Narelle Olsen       | Épisode : « Just a Game »                                                         |
| 1992      | Kideo                                                      | Numerous Characters | Série Télévisée                                                                   |
| 1992      | Ballroom Dancing                                           | Kylie Hastings      |                                                                                   |
| 1992      | À cœur ouvert                                              | Bates Mullens       | Épisode : « Double Happiness: Part 2 »                                            |
| 1993      | À cœur ouvert                                              | Zoe Jones           | Épisode : « Snakes and Ladders: Part 1 » Épisode : « Snakes and Ladders: Part 2 » |
| 1994      | G. P.                                                      | Liza Jackson        | Épisode : « Double Bind »                                                         |
| 1994      | À mi-galaxie, tournez à gauche                             | X                   | 28 épisodes                                                                       |
| 1995      | Mission top secret                                         | Kat Fowler          | 6 épisodes                                                                        |
| 1995–1997 | Océane                                                     | Mera                | 30 épisodes                                                                       |
| 1996      | Summer Bay                                                 | Mikki Salter        | 5 épisodes                                                                        |
| 1997      | Les Maîtres des sortilèges : Les Terres du seigneur Dragon | Kathy Morgan        | 26 épisodes                                                                       |
| 1998      | The Echo of Thunder (en)                                   | Lara Ritchie        | Téléfilm                                                                          |
| 1998      | All Saints (en)                                            | Tracy Hornjack      | Épisode : « Forget Me Not »                                                       |
| 1999      | Error 2000                                                 | Tina Hagemann       | Série Télévisée                                                                   |
| 2001      | All Saints (en)                                            | Amy Watson          | Épisode : « Chains of Love »                                                      |
| 2001      | CubbyHouse                                                 | Bronwyn McChristie  |                                                                                   |